# Down Street (Metropolitano de Londres)
A Estação de Down Street é uma estação inativa que pertence ao sistema de metropolitano da Cidade de Londres.